# Achille Lollo
Achille Lollo (Roma, 8 de maio de 1951) é um jornalista, ensaísta, ex-integrante do Potere Operaio ("Poder Operário", também referida como Potop), organização extraparlamentar de extrema esquerda do seu país. Assassino condenado, está radicado há mais de duas décadas no Brasil, Lollo militou no Partido dos Trabalhadores e, a seguir, no PSOL.
Em 1973, aos 23 anos, Lollo tornou-se uma figura pública na Itália, ao ser acusado de envolvimento no Rogo di Primavalle ("incêndio de Primavalle"). O incêndio teve como alvo o apartamento de Mario Mattei, secretário de uma seção do Movimento Social Italiano, e resultou na morte de dois dos filhos de Mattei - Virgilio, 22 anos, e Stefano, 10 anos. Em 18 de abril de 1973, Achille Lollo foi considerado como responsável presumido pelo incêndio e passou dois anos em prisão preventiva, à espera da sentença definitiva. Condenado, apelou em liberdade. Após a condenação, fugiu para Angola, onde morou por dez anos, e depois, para o Brasil, onde foi casualmente descoberto pelas autoridades consulares italianas, em 1993. Mais tarde, foi condenado a 18 anos de prisão, por duplo homicídio culposo, incêndio doloso, uso de explosivo e material incendiário. Em janeiro de 2005, a Corte de Apelo de Roma, declarou prescrita a sentença, e o processo foi arquivado.

## Rogo di Primavalle
Na noite de 16 de abril de 1973, segundo os autos do processo em que foi condenado, Achille Lollo, junto a outros três integrantes do grupo Potere Operaio (Paul Gaeta, Diana Perrone e Elisabetta Lecco), teria despejado gasolina na porta de um apartamento no terceiro andar de via Bernardo da Bibbiena 6, próximo à praça Primavalle, onde vivia, com a família, Mario Mattei - que na época tinha 48 anos -, secretário da seção local do partido Movimento Sociale Italiano. Mario estava na cama quando viu o brilho das chamas. Jogando-se pela janela, salvou a vida. Sua esposa pegou os filhos de 9 e 4 anos e foi para o andar superior, onde foram socorridos pelos bombeiros. Outras duas filhas, de 19 e de 15 anos, desceram por um balcão. Os últimos dois filhos ficaram presos no quarto e morreram carbonizados.
Lollo foi condenado por duplo homicídio culposo e tentativa de homicídio. Este episódio da violenta década de 1970, ficou conhecido como Rogo di Primavalle ("incêndio de Primavalle").

## Cronologia do julgamento de Lollo
- Em 15 de Junho de 1975, Lollo foi julgado na Corte d'Assise, onde a acusação pediu a prisão perpétua para Lollo. O julgamento foi invalidado devido à insuficiência de evidências. Nesse período Lollo se exila na Angola, onde trabalhou como jornalista e conheceu sua esposa.
- Em 30 de Junho de 1981, a Corte d'Assise aceitou o recurso movido por um membro do júri popular.
- Em 28 de Maio de 1984, a Suprema Corte di Cassazione, juizado de última instância, estabeleceu a validade do processo de primeira ordem, cancelando o recurso de 1981 e reabrindo o processo de Lollo.
- Em Dezembro de 1986, a Corte d'Assise d'Appello condenou Lollo a 18 anos de cadeia pelas acusações de "duplo homicídio culposo", "incêndio doloso" e "uso de explosivo e material incendiário", reafirmando a não intencionalidade dos atos (repare que o duplo homicídio foi considerado "culposo", mas não "doloso").
- Em 13 de Outubro de 1987 a sentença se torna definitiva. A Suprema Corte di Cassazione rejeita o recurso do advogado de defesa de Lollo.
- Em 20 de Fevereiro de 1993, Achille Lollo é preso no Brasil, onde vivia desde 1987 com a esposa e quatro filhos, sendo um deles brasileiro. O Supremo Tribunal Federal nega o pedido de extradição de Achille Lollo, feito pela Itália.
- Em 29 de Janeiro de 2005, a Corte d'Assise d'Appello de Roma declara prescrita a sentença por já se terem passado 18 anos desde a condenação. O pedido foi encaminhado por Francisco Romeo, o advogado de defesa de Clavo. A Procuradoria-Geral manifestou-se favorável a estender o pedido aos outros participantes do crime, dessa maneira libertando a todos.

## O pedido de extradição
A denúncia de que Achille Lollo vivia no Rio de Janeiro foi feita pelo partido Alleanza Nazionale ("Aliança Nacional"), "sucessor" do antigo Movimento Sociale Italiano e liderado por Gianfranco Fini. Fini é atualmente importante líder de sustentação do coalização do primeiro-ministro italiano Sílvio Berlusconi.
Achille Lollo apresentou-se na sede do Consulado Italiano do Rio de Janeiro, como italiano residente no exterior, para votar, dada a prescrição de sua pena, e revelou não ter renunciado à cidadania italiana. Declarou que, no Brasil, como de conhecimento público, dedica-se, há muitos anos, ao jornalismo e à editoria. Preso durante alguns meses em 1993, por força de mandado internacional de captura da Interpol, foi solto por ordem do Supremo Tribunal Federal.
Achille Lollo lembrou ter sido julgado e condenado por atos políticos, e a Constituição Brasileira de 1988 determina que "não será concedida extradição de estrangeiro por crime político ou de opinião".

## Atuação no PSOL
Lollo teria ajudado a construir a base ideológica e estratégica do PSOL. Todavia, os militantes do PSOL declaram que Lollo apenas contribuiu para o sítio web do PSOL e para algumas publicações do partido. A produção jornalística de Lollo sempre foi basicamente veiculada pelas revistas trimestrais "Nação Brasil", "Conjuntura Internacional" e "Crítica Social", das quais era editor. Segundo o PSOL, a supervalorização da biografia de Lollo e de sua importância no partido seria uma estratégia política da centro-esquerda do Brasil de vincular o PSOL aos violentos confrontos ocorridos em outros contextos históricos, como o da Itália na década de 1970, entre a esquerda, a direita e o Estado.
No entanto, Segundo a Revista Movimento, publicação impulsionada pelo Movimento Esquerda Socialista (organização política fundadora do PSOL), Achille Lollo, além de militar no PT (Força Socialista), participou sim da fundação do PSOL, em junho de 2004. «Achille Lollo – uma perda inestimável». Revista Movimento. São Paulo: Editora Movimento. 4 de agosto de 2021. Consultado em 8 de outubro de 2023

## Retorno à Itália
Em janeiro de 2011, Achille Lollo voltou à Itália e anunciou que compareceria diante da justiça para ser ouvido como "pessoa informada sobre os fatos" relativos ao incêndio de Primavalle. Para Giampaolo Mattei, irmão de Stefano e Virgilio, com o interrogatório de Lollo "escreve-se finalmente a história verdadeira, certa", porque o importante "é a verdade, tanto com relação ao incêndio de Primavalle como em outras questões dos anos de chumbo".